# Mathesis universalis
La locuzione mathesis universalis è composta da due termini di cui il primo (dal greco antico μάϑησις «apprendimento») è usato nel linguaggio filosofico e matematico, in particolare nel tardo latino, per significare "scienza matematica" e il secondo allude al progetto inattuato della filosofia moderna di creare un'unica scienza matematica "universale", distinta, cioè, dalle singole branche (aritmetica, geometria ecc.) ma contenente i principi primi comuni, di modo che essa assuma una predominanza rispetto alle particolari discipline matematiche da cui proviene. Come sostiene Cartesio questa scienza universale, avendo per oggetto la quantità, «si propone di spiegare tutto ciò che può essere indagato riguardo all’ordine e alla misura, senza riferimento ad alcuna materia speciale». 

## La ricerca della scienza universale

### L'ars magna

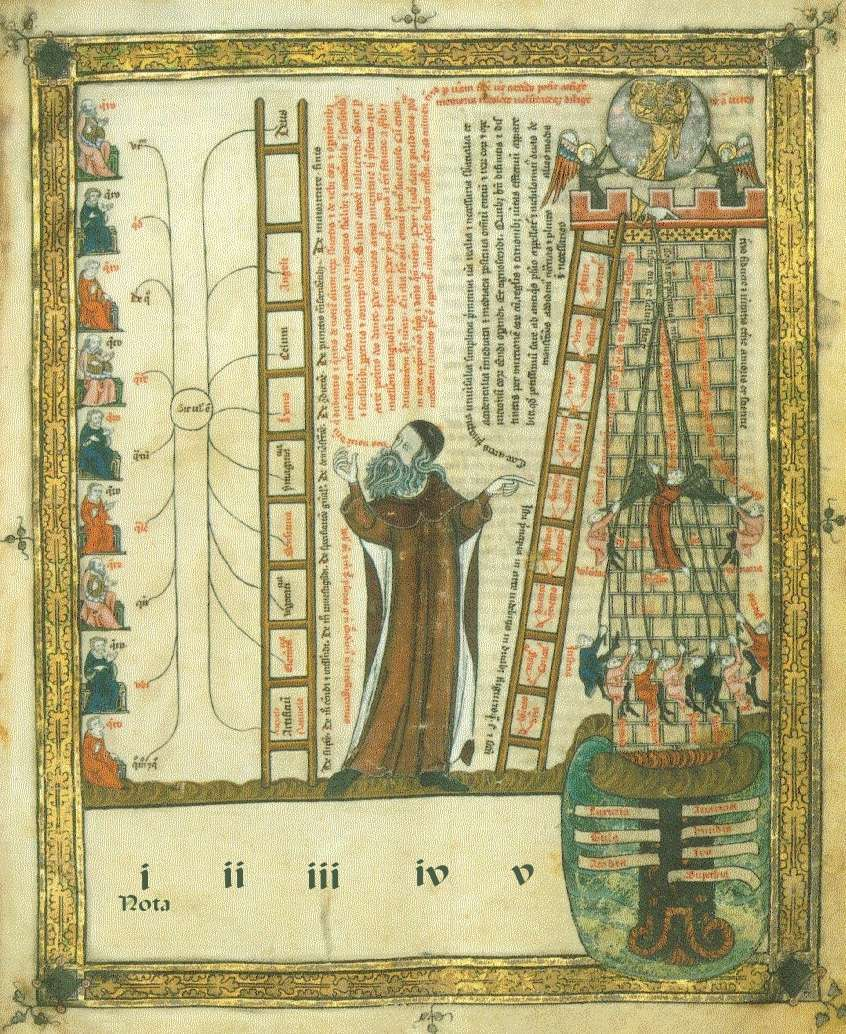
Ars magna, di Ramon Llull (Raimondo Lullo).

Ramon Llull (italianizzato in Raimondo Lullo) (1232–1316) scrittore, teologo, logico, astrologo, alchimista, mistico e missionario spagnolo, tra i più celebri dell'Europa del tempo, per primo prospetta l'idea di una scienza universale tale che, nei fondamenti di questa, siano contenuti i principi di tutte le scienze particolari. 
L'ars magna di Llull infatti servirà a risolvere ogni problema, attraverso la scomposizione di ogni quesito in parti più piccole e successivamente l'ulteriore riduzione di queste in lettere dell'alfabeto che fanno parte di ruote che saranno in grado di fornire infinite combinazioni.
Il problema che il filosofo catalano cerca di risolvere originava da Aristotele che aveva distinto i principi comuni a ogni scienza dai principi propri di ciascuna. Lo stagirita nella sua opera di logica formale, gli Analitici, aveva già intravisto la possibilità di una scienza unica, dove i concetti semplici venivano simboleggiati con le lettere dell'alfabeto greco in modo da effettuare dei veri e propri calcoli sillogistici.
Nell'Ars generalis ultima (1305-1308) e nell'Ars brevis (1308) - redazioni finali delle opere precedenti: Ars compendiosa inveniendi veritatem... , Ars demonstrativa (1275) - Lullo vuole descrivere non tanto una logica quanto una tecnica di ricerca.
Mentre infatti, per Aristotele i principi non si basano su dimostrazioni ma derivano dall'esperienza e dall'induzione, Lullo crede di risolvere ogni problema con precisione matematica: parte dal presupposto che ogni proposizione sia scomponibile in elementi costitutivi e che i termini complessi siano riducibili in molteplici termini semplici o principi. Supposto di aver completato il numero di tutti i termini semplici possibili, combinandoli in tutti i modi possibili si otterranno tutte le proposizioni vere possibili: nasce così il progetto teorico dell'"arte combinatoria" ripreso dal razionalismo cartesiano che ne individua però l'astrattezza:
L'arte lulliana fu dimenticata nel Medioevo e venne invece riscoperta nel Rinascimento dove era utilizzata nell'alchimia e nell'astrologia. Giordano Bruno, ad esempio, era considerato un esperto di questa tecnica. Ancora nel '600 l'"ars magna" trovava cultori come Pierre Gassendi ma furono soprattutto Thomas Hobbes e i suoi seguaci che tentarono di svilupparla ed applicarla ad ogni campo del sapere.

### Hobbes e la ricerca di una "lingua perfetta"

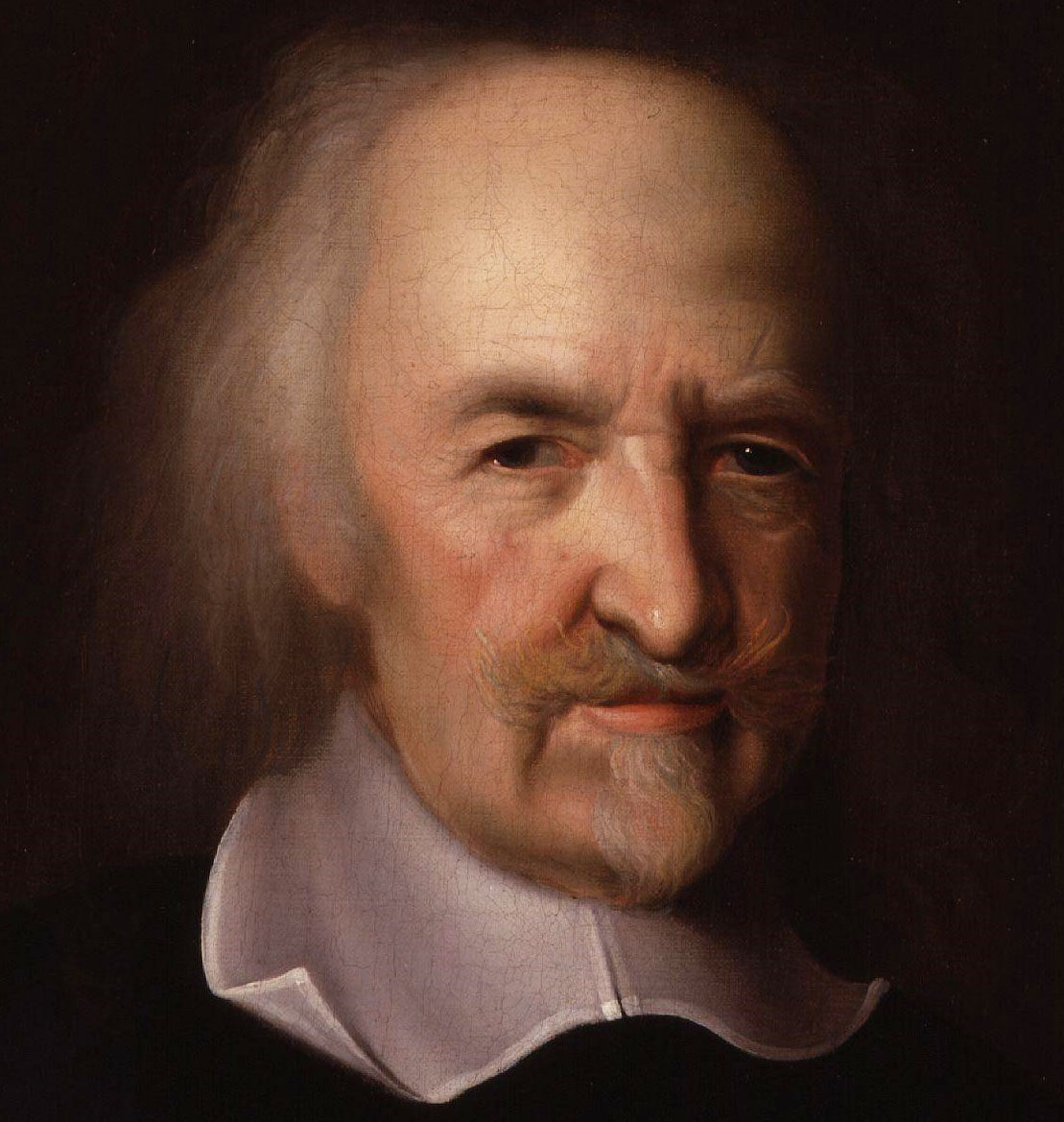
Thomas Hobbes in un ritratto di John Michael Wright (National Portrait Gallery, Londra

Già Francesco Bacone aveva sottolineato come alcuni fraintendimenti nella comunicazione scientifica derivassero da quelli che aveva chiamato gli "idola phori" che si presentano nel momento in cui il diffuso linguaggio comune è carente nel corrispondere alle nuove realtà scientifiche:
Ormai nell'età della Rivoluzione scientifica, il latino dei dotti è del tutto insufficiente a descrivere, ordinare e classificare i fenomeni che invece, soprattutto nella fisica, con Galileo Galilei e Isaac Newton, sembrano scoprire un linguaggio comune basato sulla matematica che è il linguaggio del «gran libro della Natura» 
«In tal modo dai settori più avanzati della ricerca scientifica passava nella comune cultura la consapevolezza che il tradizionale lessico d’una lingua non era né l’unica né la migliore fonte per la conoscenza scientifica della realtà. »

Torre di Babele, dipinto di Pieter Bruegel del 1563

I filosofi ora cercano di elaborare «un’algebra della mente, cioè la descrizione precisa delle relazioni tra le idee espressa in una lingua rigorosa, capace di vincere l’oscurità del gergo filosofico e gli equivoci del linguaggio ordinario, nonché di rivelare l’ordine delle cose» (Carlo Borghero).
Non si tratta di ritrovare la mitica lingua comune parlata dopo il Diluvio e scomparsa con la distruzione della torre di Babele «ma di crearne una nuova, artificiale, ispirata a princìpi filosofici e capace di risolvere con mezzi razionali quello che le lingue sante di ogni genere non erano in grado di provvedere »
Hobbes (1588-1679) ha notato come nella nostra mente le immagini si mescolino o a caso o seguendo un ordine dovuto a un'idea direttrice che le unisce e le organizza tramite il linguaggio, che è la facoltà che differenzia l'uomo dagli animali e che è elemento indispensabile per tradurre il discorso mentale in discorso verbale ordinato consentendo così la comunicazione del nostro pensiero ad altri. Secondo un rigido nominalismo gli universali sono semplici nomi che collegano immagini e idee. L'attribuzione quindi di un nome a un insieme mentale è la funzione fondamentale dell'intelletto che però opera in modo casuale così che il linguaggio risulta del tutto convenzionale e arbitrario: non vi è nessun necessario motivo perché un concetto sia rappresentato da un nome piuttosto che da uno diverso. 
La ragione invece, da parte sua, sostiene Hobbes,  compie un calcolo, le cui operazioni sono la somma e la sottrazione dei nomi:
Secondo Hobbes quindi se noi ad esempio addizioniamo il nome di "corpo" a quello di "animale" e "razionale" otterremo il nome di "uomo"; se sottraiamo dal nome di "uomo" quello di "razionale" avremo il nome di "animale".
Nello stesso periodo Comenio (1592-1670) auspica una riforma linguistica che crei una lingua filosofica, la Panglossia in grado di adeguare perfettamente il linguaggio a ogni realtà. Comincia a svilupparsi l'idea di una mathesis universalis che costruisca con rigore logico-matematico gli oggetti arrivando così a un sapere universale, l'universalis sapientia. Un progetto questo, sostiene Cartesio, difficile da attuare: «Ora io credo che questa lingua sia possibile e che si possa trovare la scienza da cui dipende, per mezzo della quale i contadini potranno giudicare della verità meglio di quanto non facciano ora i filosofi. Ma non confido di poterla mai vedere in uso: essa [infatti] presuppone grandi mutamenti nell’ordine delle cose.»

### Cartesio e i Rosacroce

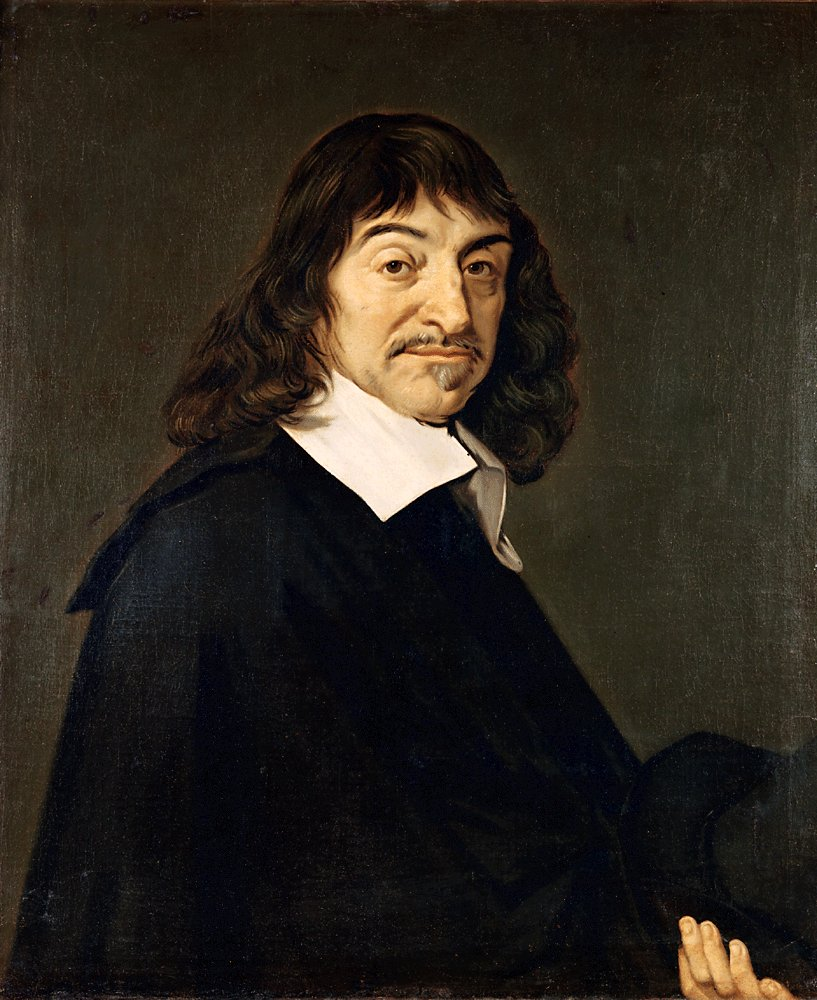
René Descartes in un ritratto di Frans Hals (1649)

Questo progetto di una scienza unica aveva impegnato anche Cartesio convinto com'era della possibilità di creare una mathesis universalis  poiché egli ribadiva che alla matematica appartengono 
La storia della "mathesis universalis" con Cartesio s'incrocia con quella dei Rosacroce.
La decisione di Cartesio di ritirarsi a vivere in Olanda, dove soggiornò per vent'anni (salvo brevi viaggi a Parigi nel 1644, nel 1647 e nel 1648) e che lasciò, non per tornare in Francia, ma per andare in Svezia , era dovuta, come egli stesso scrisse nel Discorso sul metodo, alla liberalità delle leggi sulla stampa che vigevano in quello Stato pacifico e prospero. Tuttavia sembra che Cartesio fosse stato in realtà costretto a lasciare la patria per le accuse che sin dal 1623 e poi dal 1629 lo indicavano come un Rosacroce.
Il problema di un possibile rapporto tra Cartesio e i Rosacroce  fu sollevato per primo dal biografo Adrien Baillet il quale, citando passi di un perduto Studium bonae mentis, sostiene che Cartesio pensò che i rosacrociani potessero aver realizzato quella nuova scienza universale che egli aveva intuito e che andava abbozzando.
In realtà si può escludere che egli si sia mai affiliato a quella setta e non si sa se abbia mai conosciuto un rosacrociano , ma in qualche modo Cartesio dovette venire a conoscenza delle loro opinioni visto che, nella sezione del suo registro personale, intitolata Cogitations privatae, compare il progetto di un Thesaurus mathematicus di 'Polybii Cosmopolitani' (uno pseudonimo di Cartesio che allude a Polibio di Megalopoli) dove scrive:
La segretezza che Cartesio volle dare ad alcuni suoi scritti era molto probabilmente dovuta al timore di un intervento della Inquisizione ai suoi danni, non solo per le sue opere a carattere scientifico, ma anche per la sua supposta aderenza ai Rosacroce.
Il girovagare continuo che il filosofo fece in terra olandese soggiornando per brevi periodi in case private, in alberghi, in piccoli villaggi e il rimanere in contatto con i dotti europei solo tramite padre Marin Mersenne, l'unico che conoscesse il suo indirizzo, sembra dimostrare la volontà di sfuggire a un nemico tanto pericoloso che quando Cartesio venne a sapere nel 1633 della condanna di Galilei non si ritenne al sicuro neppure in Olanda rinunciando a pubblicare un suo trattato di fisica, Il mondo ovvero trattato della luce e l'uomo , basato sulla teoria eliocentrica copernicana e sulle scoperte di Keplero.

### Leibniz e la scienza unica

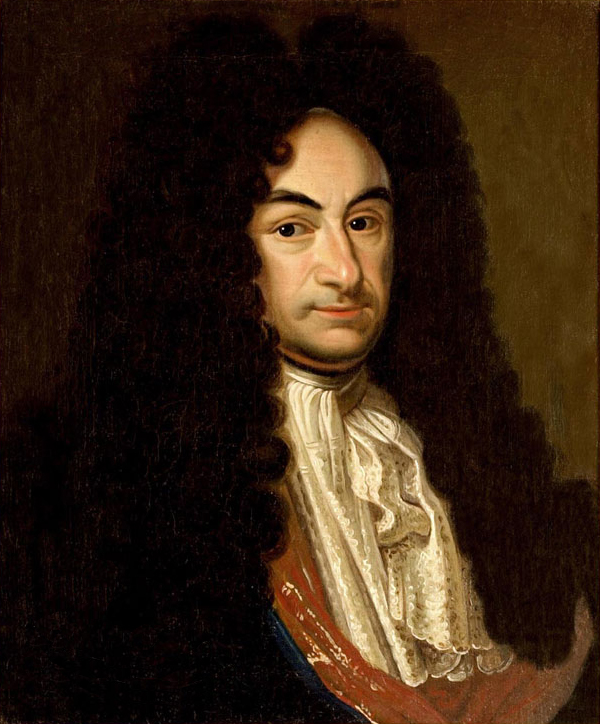
Ritratto di Gottfried Wilhelm von Leibniz conservato presso la Biblioteca regionale di Hannover.

Leibniz per breve tempo (probabilmente dicembre 1666 - marzo 1667) divenne segretario di una società alchemica di Norimberga  quando nello stesso periodo progettava di superare le divisioni tra gli uomini mediante la ragione e il progresso scientifico, elaborando un linguaggio universale simbolico, la characteristica universalis  che offrisse all'umanità lo strumento per annullare ogni contrasto anche teologico. Occorrerà iniziare, sostiene Leibniz, individuando concetti semplici simbolizzandoli in un numero, costruendo così una sorta di alfabeto del pensiero che porti alla formazione di concetti complessi tramite il calcolo matematico. Le parole così costruite andrebbero poi combinate fra loro in base ad una grammatica regolare e semplificata. Sarebbe così possibile, secondo il filosofo, "trovare" tutte le verità ancora sconosciute ed «eliminare le controversie nelle materie che dipendono dal ragionamento» 
Leibniz era convinto che Cartesio avesse tenuto nascosto qualche principio fondamentale, riguardante un mistero della setta dei Rosacroce, destinato a rimanere segreto, per la costruzione di questo linguaggio simbolico universale che, tramite le leggi del calcolo matematico, potesse offrire la certa soluzione di qualsiasi complesso e dirompente problema poiché 
Con l'avvento dell'Illuminismo i filosofi non cercano più una "lingua perfetta" ma ammoniscono piuttosto a non cadere nelle trappole del verbalismo erudito tipico delle elite intellettuali. Si è ormai ritenuto erroneo il presupposto che vi sia un sistema delle idee realizzato da una ragione astratta. È vero che il linguaggio riflette il pensiero ma l'esperienza dimostra anche come i due elementi  della comunicazione si modifichino vicendevolmente.
Nel XIX secolo non si è ancora rinunciato alla scoperta del linguaggio unico universale: al concetto di nomologia s'ispira infatti Edmund Husserl quando riprende il progetto di Leibniz e Cartesio di una mathesis universalis  intesa non tanto come scienza matematica universale ma come «scienza nomologica universale delle forme di molteplicità» : espressione che nella fenomenologia husserliana viene riproposta per indicare la logica formale o pura, come scienza eidetica dell'oggetto in generale.